# سمنوت العرعر
سمنوت العرعر هي حشرة خاضلة خاشبة من فصيلة القرنبيات. تألف الجرود حيث يكثر العرعر والدفران والأبهل.